# Simona Muzzioli
Simona Muzzioli née le 21 août 1973 à Carpi, est une coureuse cycliste italienne.

## Palmarès sur route
- 1992
  - 2e du championnat d'Italie du contre-la-montre
- 1993
  - Gran Premio della Liberazione PINK
  - 2e du championnat d'Italie du contre-la-montre
- 1994
  -  Championne d'Italie sur route
  - 3e du contre-la-montre de Serravalle
  - 14e du Tour d'Italie féminin

## Palmarès sur piste

### Championnats nationaux
- 1992
  - 2e de la vitesse
- 1993
  -  Championne d'Italie de la course aux points
- 1996
  -  Championne d'Italie de la course aux points